# Bal vampira
Bal vampira (eng. The Fearless Vampire Killers) ili Bal vampira: Oprostite, ali vaši su zubi na mojem vratu (eng. The Fearless Vampire Killers, or Pardon Me, But Your Teeth Are in My Neck), američka horor komedija iz 1967. godine u režiji Romana Polańskog. Jedan je od najpoznatijih filmova Romana Polanskog i jedna od najbolje napisanih i režiranih parodija na vampirsku tematiku, što je filmu donijelo kultni status. U Ujedinjenom Kraljevstvu prikazivan je pod imenom Dance of the Vampires, zbog čega je naslov filma u bivšoj Jugoslaviji preveden kao Bal vampira.

## Filmska radnja
Stari profesor Abronsius (Jack MacGowran), koji izgledom podsjeća na Alberta Einsteina, i njegov povućeni učenik Alfred (Roman Polański) doputuju u izmišljenu zemlju Slovaniju, koja podsjeća na Transilvaniju, kako bi pronašli i uništili vampire koji ugrožavaju život tamošnjeg stanovništva. Stigavši u seosku krčmu, zbiva se niz čudnovatih događaja, ali profesor sa svojom znanstveničkom mirnoćom uspije se uhvatiti u koštac s vampirskim stvorenjima. S druge strane, njegov se mladi pomoćnik zaljubi u prelijepu Sarah (Sharon Tate), što profesoru stvara dodatne probleme, jer ju je zapazio i grof von Krolock (Ferdy Mayne), besmrtni vampirski aristokrat koji stoluje u obližnjem dvorcu. Kada grof von Krolock otima lijepu djevojku, profesor i njegov pomoćnik kreću u dvorac na planini kako bi je spasili, ali tamo nailaze na brojne vampire, koji navečer organiziraju ples u plesnoj dvorani dvorca.

## Uloge
- Jack MacGowran kao profesor Abronsius
- Roman Polanski kao Alfred, Abronsiusov pomoćnik
- Sharon Tate kao Sarah Shagal
- Alfie Bass kao Yoyneh Shagal, vlasnik gostionice
- Ferdy Mayne kao grof von Krolock
- Terry Downes kao Koukol, Krolockov sluga
- Fiona Lewis kao Magda, Shagalova sluškinja
- Iain Quarrier kao Herbert von Krolock
- Jessie Robins kao Rebecca Shagal
- Ronald Lacey kao seoska luda
- Sydney Bromley kao vozač sanjki
- Andreas Malandrinos kao drvosjeća
- Otto Diamant kao drvosjeća
- Matthew Walters kao drvosjeća

## Vanjske poveznice
- Bal vampira - IMDb (engl.)
- Bal vampira - All Movie (engl.)